# Bouncing off the Satellites
Albums de The B-52's
Whammy!
(1983) Cosmic Thing
(1989)
Singles
1. Summer of Love
Sortie : 1986
2. Girl from Ipanema Goes to Greenland
Sortie : 1986
3. Wig
Sortie : 1987

Bouncing off the Satellites est le quatrième album studio des B-52's, sorti le 8 septembre 1986.
Pendant l'enregistrement de l'album, en juillet 1985, le guitariste Ricky Wilson souffrait du sida. Aucun autre membre du groupe, à l'exception de Keith Strickland, n'était au courant de sa maladie. Ce dernier a d'ailleurs déclaré plus tard que Wilson « était très protecteur envers [sa sœur] Cindy et sa famille. » Dans une interview, Kate Pierson a indiqué que Wilson avait gardé sa maladie secrète car « il ne voulait pas qu'on s'inquiète pour lui ». Le 12 octobre 1985, Wilson décède à l'âge de 32 ans. 
À la suite de cette disparition, le groupe s'est retrouvé trop désemparé pour partir en tournée et s'est isolé, ne faisant aucune promotion autour de l'album, même si le single Summer of Love a fait l'objet d'une bonne diffusion sur certaines stations de radio. L'album s'est tout de même classé 85e au Billboard 200.
Cindy Wilson a fait une sévère dépression après la mort de son frère, tandis que Keith Strickland s'est retiré à Woodstock et Kate Pierson et Fred Schneider sont restés à New York. Le groupe s'est retrouvé incapable de continuer sans Ricky.
L'opus est plus sombre et mélancolique que les œuvres précédentes des B-52's et contient davantage de ballades. Bouncing off the Satellites est un échec critique et commercial, même si de nombreux fans (et le groupe) aiment l'album.

## Liste des titres
Toutes les chansons sont écrites et composées par The B-52's, sauf mention contraire.
| 1. | Summer of Love                      | Kate Pierson, Keith Strickland, Cindy Wilson, Ricky Wilson | 4:02 |
| 2. | Girl from Ipanema Goes to Greenland | Strickland, C. Wilson, R. Wilson                           | 4:22 |
| 3. | Housework                           | Pierson, Tim Rollins                                       | 4:04 |
| 4. | Detour Thru Your Mind               |                                                            | 5:06 |
| 5. | Wig                                 |                                                            | 4:22 |

| 1. | Theme for a Nude Beach  |                                  | 4:50 |
| 2. | Ain't It a Shame        | Strickland, C. Wilson, R. Wilson | 5:30 |
| 3. | Juicy Jungle            | Fred Schneider, John Coté        | 4:50 |
| 4. | Communicate             |                                  | 4:08 |
| 5. | She Brakes for Rainbows | Strickland, C. Wilson            | 4:41 |

## Musiciens
- Ricky Wilson : guitare, basse, chœurs
- Keith Strickland : chant, basse, guitare, harmonica, percussions, claviers, sitar
- Cindy Wilson : chant
- Kate Pierson : chant
- Fred Schneider : chant
- Tom Beckerman : guitare (Juicy Jungle)
- Tony Mansfield : Fairlight CMI (Juicy Jungle)
- John Coté : guitare, chœurs (Juicy Jungle)
- Mark Mazur : guitare, basse (Housework)
- Tim Rollins : guitar (Housework)
- Adey Wilson : guitare, basse, chant, chœurs